# Blennioclinus stella
Blennioclinus stella är en fiskart som beskrevs av Smith, 1946. Blennioclinus stella ingår i släktet Blennioclinus och familjen Clinidae. Inga underarter finns listade.